# Różaniec (powieść)
Różaniec – polska powieść science-fiction autorstwa Rafała Kosika, wydana w 2017 roku nakładem wydawnictwa Powergraph. W 2018 roku zdobyła Nagrodę im. Janusza A. Zajdla, Nagrodę Literacką im. Jerzego Żuławskiego oraz Puchar Bachusa przyznawany przez ZKF Ad Astra z Zielonej Góry. Książka łączy w sobie elementy dystopii oraz thilleru i powieści politycznej, nawiązując do twórczości Janusza A. Zajdla.

## Fabuła[5]
Przyszłość. Ziemia przestała normalnie funkcjonować: ludzie zamieszkują więc sztucznie stworzone pierścienie, będące odpowiednikami dawnych miast, razem tworzące tak zwany różaniec. Harpad para się w nim niekoniecznie legalnym zajęciem, jednocześnie próbując wychowywać własną córkę. Gdy ta zostaje porwana, mężczyzna robi wszystko, aby ją odzyskać, z czasem zdając sobie sprawę, jak niewiele znaczy w stosunku do sił rządzących jego światem.